# Afrodita de los jardines

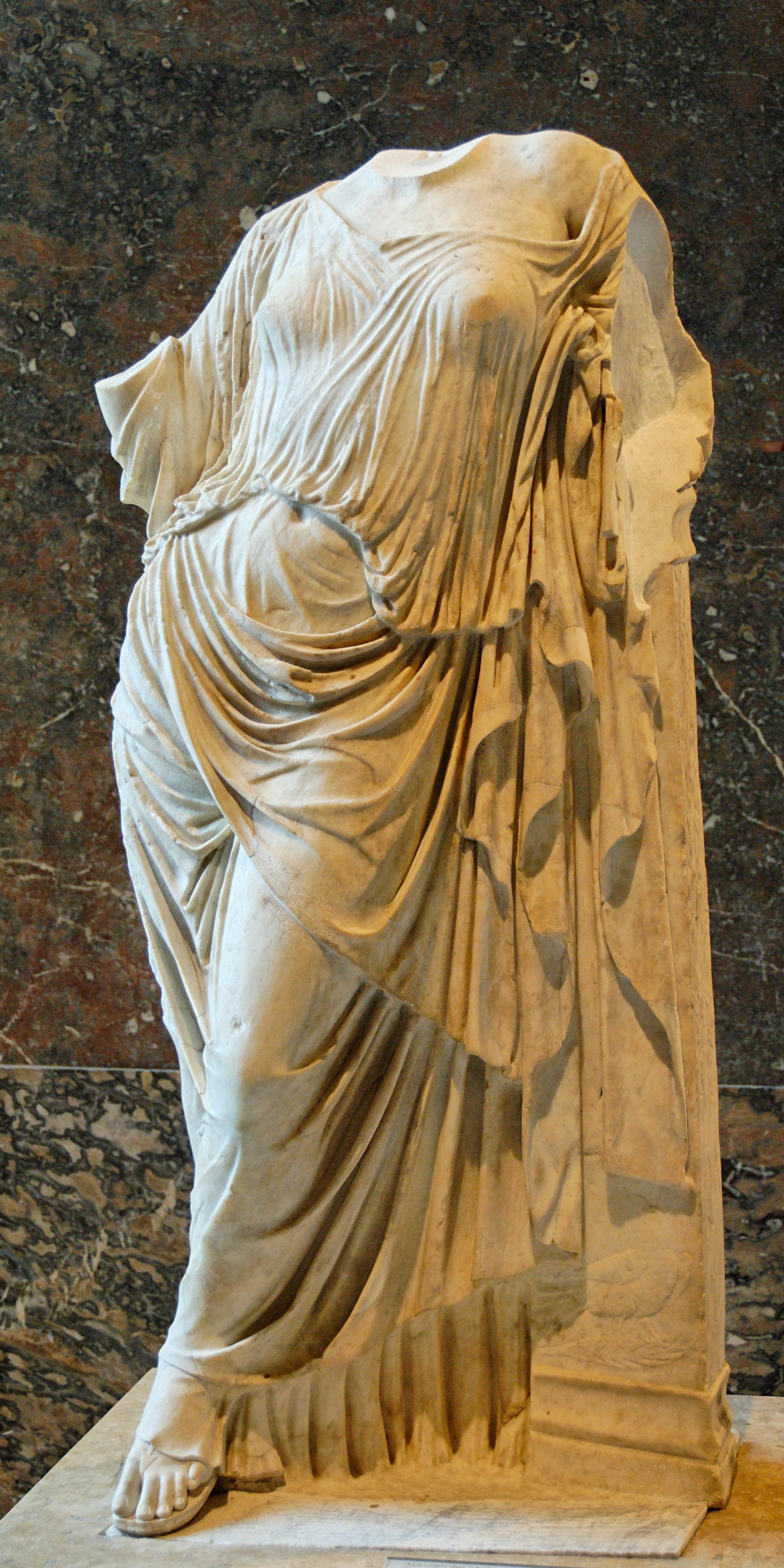
Copia romana. Musée du Louvre.

Afrodita de los Jardines, en griego antiguo: ἐν κήποις, romanizado: en kí̱pois, es un epíteto de la diosa griega Afrodita. Describe su patronaje sobre la vegetación y la fertilidad.
Según Pausanias, hubo un santuario de Afrodita en kipois en la Acrópolis de Atenas. Se decía que en él hubo una estatua de culto obra de Alcamenes y una herma de Afrodita junto al templo. No es seguro que fueran dos esculturas diferentes.

La herma de Afrodita puede estar relacionada no con la propia diosa, sino con Hermafrodito. Hay numerosas referencias a un aspecto masculino de Afrodita, llamado Afrodito, que se importó a Atenas desde Chipre a finales del siglo V a. C. También Alcifrón recoge la existencia de un templo de Hermafrodito en Atenas.